# Pierre Matignon
Pierre Matignon (* 11. Februar 1943 in Les Verchers-sur-Layon; † 1. November 1987 in Saint-Michel-de-Chavaignes) war ein französischer Radrennfahrer.

## Sportliche Laufbahn
Matignon war im Straßenradsport aktiv. Als Amateur holte er 1962 Etappensiege im Circuit de la Sarthe, in der Tour de l’Avenir und in der Route de France. 
1964 startete er als Unabhängiger und siegte im Circuit des Deux Provinces sowie bei Paris–La Ferté-Bernard. 1966 war er im Rennen Région Pays de la Loire Tour erfolgreich. 
1969 wurde Matignon Berufsfahrer im Radsportteam Frimatic-de Gribaldy und blieb bis 1972 als Radprofi aktiv. Sein bedeutendster sportlicher Erfolg war der Sieg auf der 20. Etappe der Tour de France 1969. Die Tour de France fuhr er zweimal. 1969 wurde er 85., 1972 75. der Gesamtwertung.
Seinen Etappensieg bei der Tour de France holte er als Letzter des Klassements, er trug sinnbildlich die Lanterne rouge. Sein Vorsprung als Etappensieger war dann so groß, dass er vom letzten Platz aufrückte und André Wilhelm die Ehrung mit der Lanterne rouge erhielt.